# Четники!
«Четники!» (англ. Chetniks!) — американский военный фильм 1943 года режиссёра Луиса Кинга.
Снятый в начале 1943 года, в конце года фильм был изъят из проката после того, как изображаемые в нём как союзники в борьбе с немцами «четники» под руководством Драголюба Михайловича перешли на сторону нацистов.

## Сюжет
1941 год, немецкие войска вторгаются в Югославию. После капитуляции правительства полковник югославской армии Драголюб Михайлович возглавляет группу партизан-четников, которые начинают движение сопротивления против оккупационных войск «оси».

## В ролях
- Филип Дорн — Драголюб Михайлович
- Анна Стэн — Любица Михаилович
- Шепперд Страдвик — лейтенант Алекса Петрович
- Вирджиния Гилмор — Наталья
- Мартин Кослек — Вильгельм Брокнер, полковник гестапо
- Феликс Бэш — генерал фон Бауэр
- Фрэнк Лэктин — майор Данило
- Лерой Мэсон — капитан Сава
- Джон Баннер — агент гестапо
- Джино Коррадо — итальянский лейтенант
- и другие

## О фильме и сюжете
Фильм вышел на экраны в феврале 1943 года и положительно изображал четников (тогда же вышел аналогичный английский фильм «Под прикрытием»), сражавшихся на тот момент против немецких и итальянских войск, оккупировавших Югославию, но с конца 1943 года Драголюб Михайлович стал сотрудничать с немцами, выступил против югославских партизан Тито, на Тегеранской конференции с него была официально снята поддержка союзников, он был признан пособником нацистских оккупантов.
Фильм был изъят из проката после того, как Михайлович был обвинен в военных преступлениях и сотрудничестве со странами Оси и казнен коммунистическим правительством Югославии.
Однако, с началом «холодной войны» возникла различная оценка Михайловича, президентом США он был посмертно награждён, и фильм в 1960-х и 1970-х годах транслировался по телевидению США и Канады; уже в 2010-х годах произошла реабилитация Михайловича, воспринятая неоднозначно.
В октябре 2009 года фильм был показан на кинофестивале в Загребе в Хорватии в категории «Фильм как пропаганда».

## Критика
Современная выходу фильма пресса писала о фильме в положительном ключе. В рецензии газеты «The New York Times» от 19 марта 1943 отмечалось, что фильм был «великолепно сыгран», также хорошие оценки фильм получил и в современных ему отзывах в газетах «Chicago Tribune» и «The Hollywood Reporter».